# Revolver (Album)
Revolver ist das siebte Studioalbum der britischen Gruppe The Beatles. Es wurde im August 1966 in Großbritannien veröffentlicht. In Deutschland war es bereits im Juli 1966 erschienen, hier ist es einschließlich der Kompilationsalben ihr elftes Album.
In den USA wurde im August 1966 eine Version mit nur elf statt 14 Liedern veröffentlicht, hier ist es ihr 13. Album. Das Album erreichte in zahlreichen Ländern die Spitze der Charts. Die britische Version von Revolver wurde in den USA im Juli 1987 als CD veröffentlicht. 

## Entstehung
Die Entwicklung, die mit Rubber Soul begonnen hatte, setzte sich bei den Arbeiten zu Revolver fort. Die Beatles verwendeten mehr und mehr Zeit darauf, ihren Sound im Studio zu perfektionieren und klangliche Möglichkeiten auszuprobieren. So experimentierten sie unter anderem mit Bandschleifen wie in Eleanor Rigby, rückwärtslaufenden Tonbändern, wie man es in den Liedern I’m Only Sleeping und Tomorrow Never Knows hören kann. Ken Townshend, ein Toningenieur der Abbey Road Studios, entwickelte auf Wunsch der Beatles ein Aufnahmeverfahren, das durch eine künstliche Doppelspur ein leicht verzögertes oder vorgezogenes Abbild einer Aufnahmespur herstellt (Automatic double-tracking, kurz: ADT). Dieses Verfahren wurde auf Revolver erstmals intensiv eingesetzt, weiterhin versuchte Geoff Emerick den Bass- und Schlagzeugsound klanglich dominanter zu gestalten.
George Martin sagte dazu: „Mehr und mehr kamen im Studio ihre eigenen Ideen zum Tragen. Sie fingen an mir zu sagen, was sie wollten, und drängten mich zu weiteren Ideen und Wegen, diese Ideen in die Realität umzusetzen. Ab Revolver merkt man, dass die Jungs viele amerikanische Platten hörten und dachten: ‚Können wir diesen oder jenen Effekt auch haben?‘“
Paul McCartney sagte zu den musikalischen Veränderungen: „Ich hörte Stockhausen, ein Stück bestand aus lauter Plink-Plonks und interessanten Ideen. Vielleicht würde unser Publikum gegen ein paar kleine Veränderungen nichts einzuwenden haben, dachten wir, und wenn doch, Pech! Wir sind immer nur unserer eigenen Nase gefolgt – fast immer jedenfalls.“
John Lennon: „Paul und ich sind ganz begeistert von dieser elektronischen Musik. Gläserklirren, ein paar Pieptöne aus dem Radio, dann spulst du das Band zurück und wiederholst die Töne in Intervallen. Einige Leute machen ganze Symphonien daraus.“
Hatte John Lennon Rubber Soul noch als „pot album“ (pot = Marihuana) bezeichnet, so nannte er Revolver das „acid album“ (acid = umgangssprachlich die Droge LSD), denn die Beatles waren inzwischen mit LSD in Kontakt gekommen. Die Auswirkungen der Drogenerfahrungen zeigten sich in den psychedelischen Stücken, die die Beatles für Revolver aufnahmen und damit auch Vorreiter eines neuen musikalischen Trends wurden: des Psychedelic Rock.
Es waren vor allem John Lennon und George Harrison, die früh psychedelische Lieder komponierten. Harrison hatte sich mittlerweile intensiver mit indischer Musik auseinandergesetzt, was sich in seinem Lied Love You To niederschlug. Die bei dem Lied eingesetzte Sitar wurde später zu einem Markenzeichen psychedelischer Musik. Während das Instrument auf dem Stück Norwegian Wood nur sparsam verwendet wurde, war es bei Love You To das Hauptinstrument.

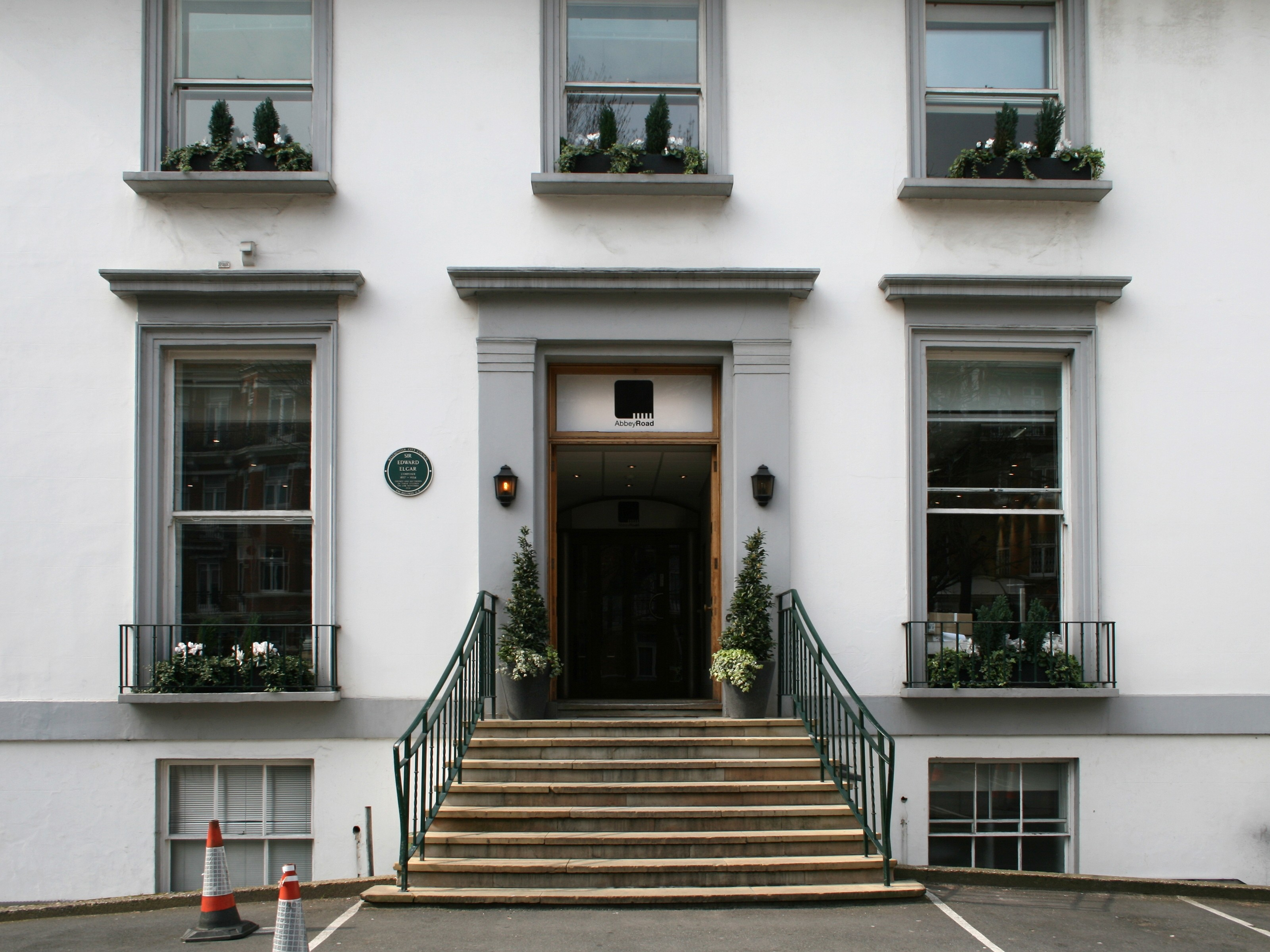
Eingang zu den Abbey Road Studios

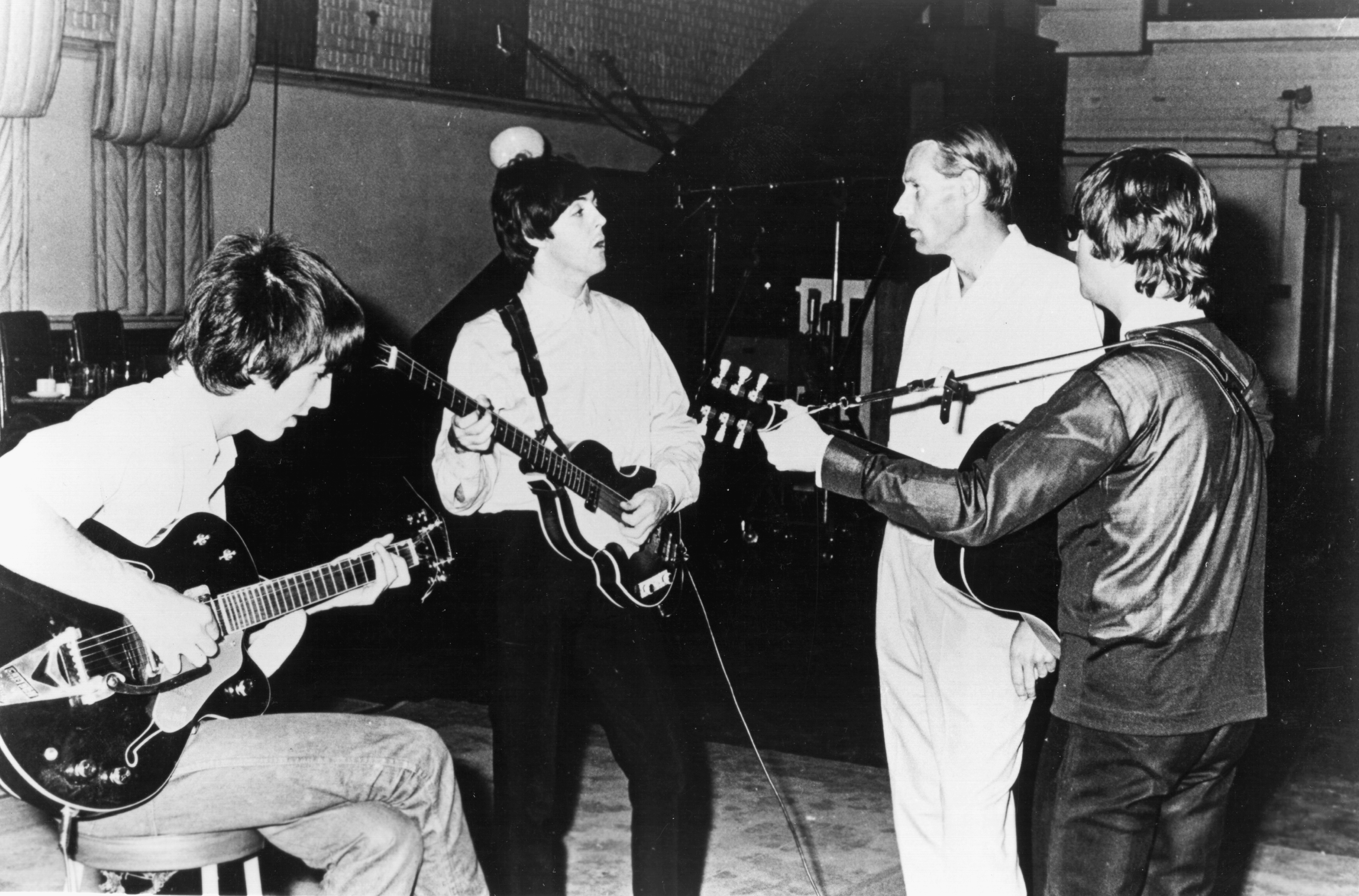
Harrison, McCartney und Lennon mit George Martin in den Abbey Road Studios, 1966

Bemerkenswert war Tomorrow Never Knows mit Rückkopplungen und rückwärts abgespielten Bändern. John Lennon ließ sich von Timothy Learys Anweisungen inspirieren: “Turn off your mind, relax and float downstream.” Die verzerrte Stimme Lennons verlieh dem Stück traumhafte Züge, begleitet von hypnotischem Trommelschlag. Die Lieder I’m Only Sleeping und She Said She Said waren ebenfalls psychedelisch beeinflusst.
Ein weiterer Titel war Yellow Submarine mit Ringo Starrs Leadstimme. Die Musik war keineswegs psychedelisch, doch der Text des von Lennon und McCartney geschriebenen Stücks gab Raum für Interpretationen über den scheinbar banalen Inhalt hinaus. McCartney stritt Drogenbezüge allerdings immer ab, für ihn war es lediglich ein Kinderlied. Im Jahr 1968 wurde durch den gleichnamigen Zeichentrickfilm, der im Juli in die Kinos kam, eine andere Botschaft vermittelt: Das gelbe Unterseeboot Yellow Submarine wurde als das perfekte psychedelische Gefährt dargestellt.
Erstmals steuerte George Harrison drei Lieder zu einem Album der Beatles bei.

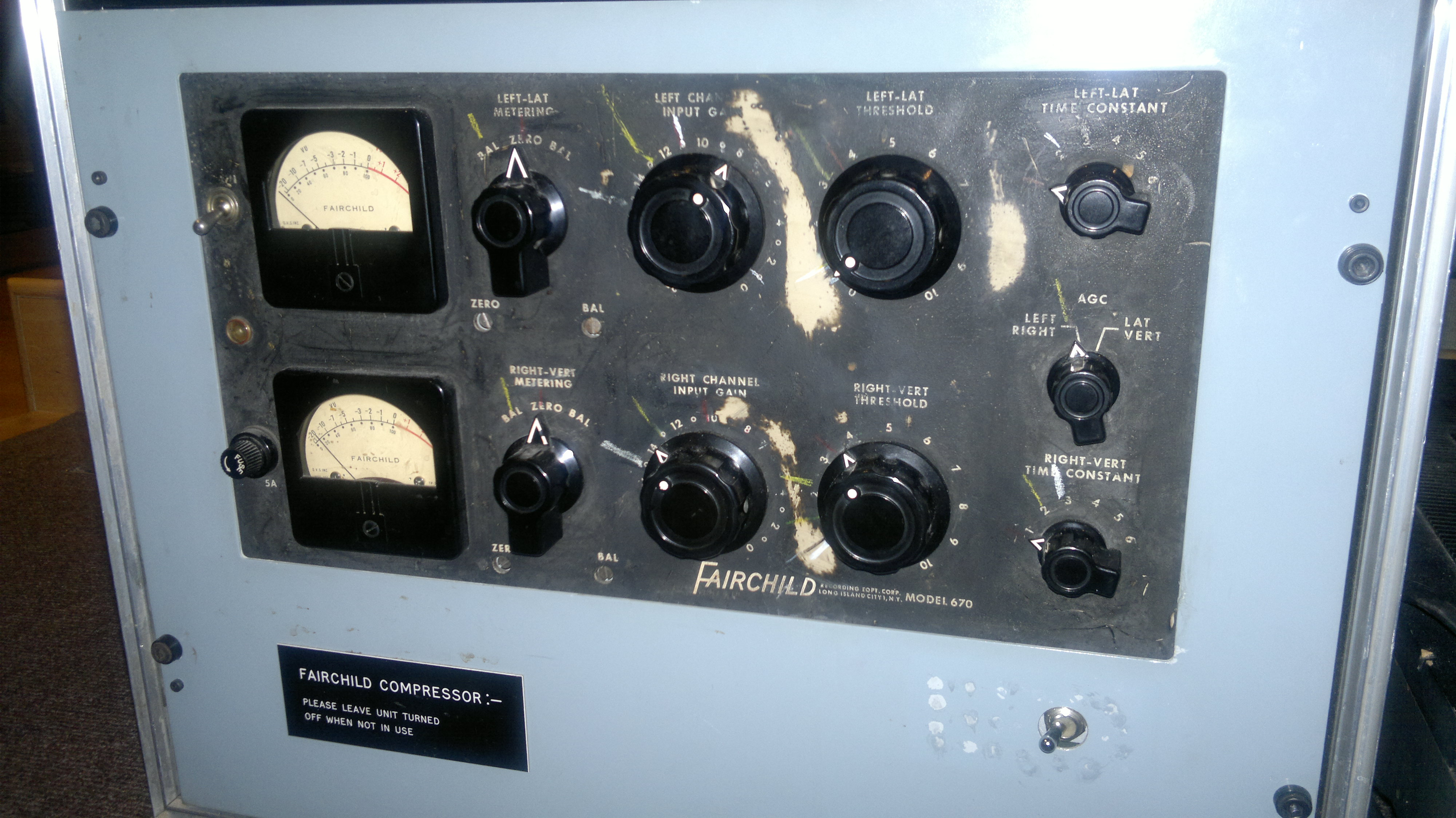
Fairchild 670 Stereo-Kompressor, der während der Aufnahmen zum Album eingesetzt wurde

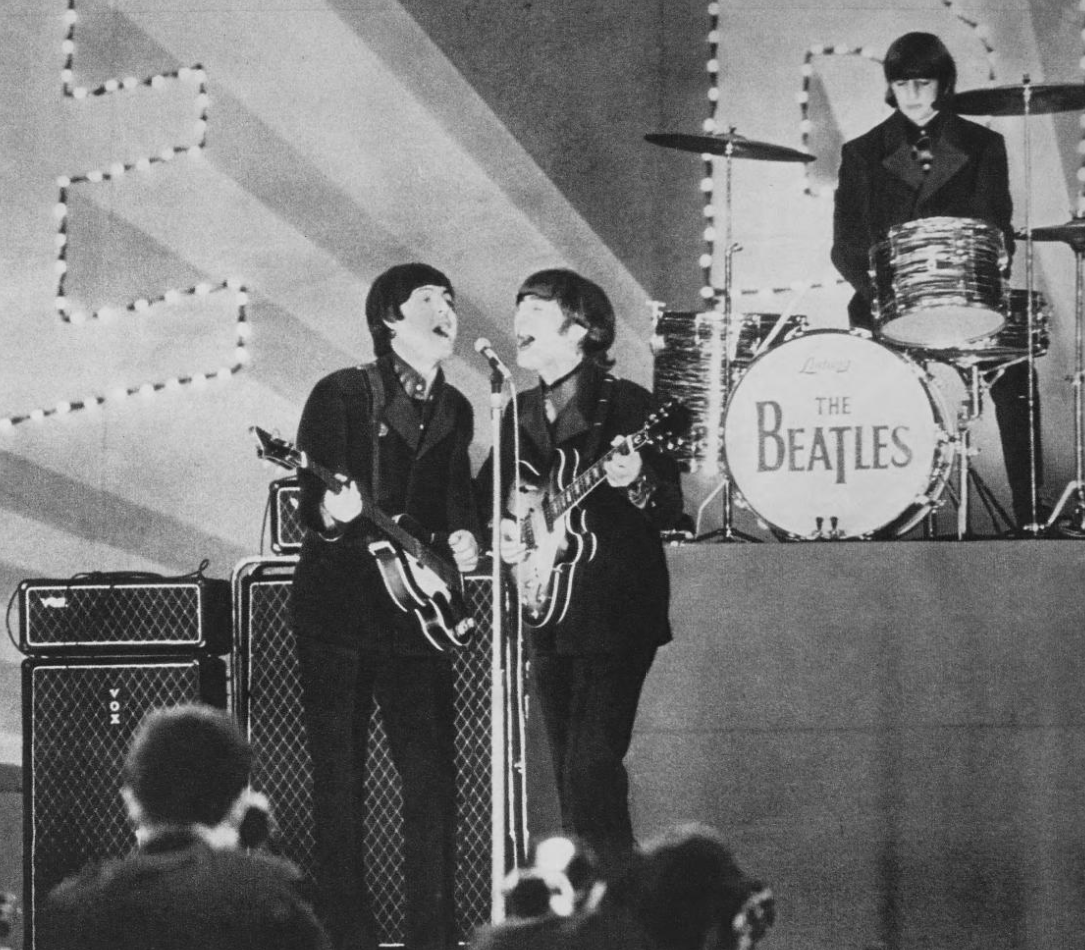
Beatles live in Tokio, Juli 1966

Ursprünglich planten die Beatles, das Album in den Stax Studios in Memphis, USA, mit dem Produzenten Jim Stewart aufzunehmen, aufgrund der Musik, die dort produziert wurde. Letztendlich entschieden sie sich dann wieder für die Abbey Road Studios, da man sich dort um nichts Organisatorisches kümmern musste und sich so auf die Musik konzentrieren konnte. Die Aufnahmen für die LP begannen dann am 6. April 1966, insgesamt wurden während der Sessions 16 Lieder aufgenommen, von denen 14 für das Album verwendet wurden. Zwei weitere aufgenommene Lieder kamen nicht auf das Album, sondern wurden vorab am 10. Juni 1966 als Single veröffentlicht: Paperback Writer von Paul McCartney und Rain von John Lennon. Die Single wurde der zehnte Nummer-eins-Hit in Großbritannien, der zwölfte in den USA und der zweite in Deutschland. Erstmals wurden für die Single professionelle Musikvideos für Werbezwecke gedreht. Ziel war es, diese an die Fernsehsender zu verschicken, um nicht mehr überall auftreten zu müssen. Die Dreharbeiten von Paperback Writer und Rain erfolgten am 19. und 20. Mai 1966 unter der Regie von Michael Lindsay-Hogg.
George Harrison: „Durch die Beatlemanie war es ziemlich schwierig herumzukommen. Und weil es bequemer war, gingen wir nicht mehr so oft in die Fernsehstudios, um für unsere Platten zu werben. Wir produzierten lieber unsere eigenen kleinen Filme und brachten sie ins Fernsehen. Ich glaube die ersten professionelleren waren Paperback Writer und Rain im Chiswick House. Es waren die Vorläufer der Videos.“
Am 21. Juni 1966 wurden die letzten Aufnahmen getätigt, die Monoabmischungen erfolgten am 20., 21. und 22. Juni, die Stereoabmischungen am 21. und 22. Juni 1966. Während der Aufnahmen wurden diverse Studiomusiker eingesetzt. Die sehr komplexen Aufnahmen führten dazu, dass die Musik bei Live-Konzerten schwerer reproduzierbar wurde, sodass auf der letzten Tour in den USA im August 1966 die Beatles kein Lied des Albums spielten, wohl aber die Single Paperback Writer.
Das Album Revolver stieg am 10. August 1966 in die britischen Charts auf Platz eins ein, wo es sieben Wochen verblieb. Es war das siebte Nummer-eins-Album der Beatles in Großbritannien. In Deutschland war es das sechste Album der Beatles, das Platz eins der Hitparade erreichte. Für das Album lagen in Großbritannien über 300.000 Vorbestellungen vor. Die Doppel-A-Seiten-Single Eleanor Rigby / Yellow Submarine wurde wie das Album am 5. August 1966 veröffentlicht und erreichte ebenfalls Platz eins der britischen Charts und wurde der elfte Nummer-eins-Hit in Großbritannien und der dritte in Deutschland. Es war die einzige Single der Beatles in Großbritannien, auf der Ringo Starr den Hauptgesang beisteuerte.
Der Titel Revolver bezieht sich als Wortspiel nicht auf eine Waffe, sondern auf die Drehung des Plattentellers. Ursprünglich sollte das Album Abracadabra heißen, aber man fand heraus, dass dieser Titel schon benutzt worden war. Weitere Alternativnamen waren Magic Circles und Beatles on Safari.
Das Album wurde in einer Mono- und in einer Stereoversion veröffentlicht. In Deutschland wurde das Album ausschließlich in der Stereoabmischung vertrieben.
Die Monofassung zeichnet sich auch durch die unterschiedliche Abmischung der Lieder aus: Taxman (die Kuhglocke setzt in der Monoversion früher ein), I’m Only Sleeping (die rückwärts eingespielten Gitarrenläufe klingen anders), Got to Get You into My Life (die Monoversion ist acht Sekunden länger und der Schlussgesang von Paul McCartney ist anders als bei der Stereoversion), Tomorrow Never Knows (die erste Pressung der britischen Monoversion enthält eine andere Abmischung), Love You To (längeres Ende des Liedes), Yellow Submarine (andere Abmischung der Soundeffekte, des Hintergrundgesangs und der Gitarre), Here, There and Everywhere (andere Abmischung des Hintergrundgesangs), I Want to Tell You (das Klavier wurde mehr in den Vordergrund gemischt), Eleanor Rigby und For No One (bei beiden Liedern hat der Gesang mehr Dominanz).
Weitere – nicht verwendete – Aufnahmeversionen der Lieder Tomorrow Never Knows, Got to Get You into My Life, And Your Bird Can Sing, Taxman, Eleanor Rigby (Strings only), I’m Only Sleeping (Rehearsal) und I’m Only Sleeping befinden sich auf dem Album Anthology 2. Die CD-Maxisingle (vormals: EP) Real Love enthält andere Versionen der Lieder Yellow Submarine und Here, There and Everywhere. Auf der Wiederveröffentlichung des Albums Revolver vom Oktober 2022 befindet sich umfangreiches unveröffentlichtes Material.
George Martin veröffentlichte im November 1966 sein Album George Martin Instrumentally Salutes the Beatle Girls, auf dem er die Lieder Eleanor Rigby, She Said She Said, I’m Only Sleeping, Got to Get You into My Life, Yellow Submarine, Here, There and Everywhere, And Your Bird Can Sing und Good Day Sunshine neu interpretierte.
Die US-amerikanische Musikzeitschrift Rolling Stone führt Revolver in der Liste „500 Greatest Albums of All Time“ auf Platz drei.

## Erläuterungen zu den Liedern
1. Taxman (Harrison)
In diesem Stück setzt sich George Harrison mit der englischen Besteuerungspolitik auseinander, so werden namentlich der damalige britische Premierminister Harold Wilson sowie der spätere Premierminister Edward Heath als Steuereintreiber tituliert (“Ha ha, Mr. Wilson, ha ha, Mr. Heath…”). Das Gitarrensolo wurde von Paul McCartney gespielt.
2. Eleanor Rigby (Lennon/McCartney)
Bei den Aufnahmen zu Eleanor Rigby spielte keiner der Beatles ein Instrument. Ihr Produzent George Martin schrieb für dieses Lied ein Arrangement für ein Streicher-Oktett, dazu sang Paul McCartney.
3. I’m Only Sleeping (Lennon/McCartney)
Nach Aussage von George Harrison ist dies das erste Stück, bei dem die Beatles rückwärts abgespielte Instrumente, hier beim Gitarrensolo, verwendeten. Zuerst wurde das Solo komponiert, wie es klingen sollte, dann von hinten eingespielt, um es wiederum rückwärts abgespielt in das Stück einbauen zu können. Geschrieben und gesungen wurde das Stück von John Lennon.
4. Love You To (Harrison)
Speziell für dieses Stück holte man den indischen Tablaspieler Anil Bhagwat ins Studio. Harrison spielte das Sitarsolo am Anfang des Stücks. Der Arbeitstitel des Liedes war Granny Smith.
5. Here, There and Everywhere (Lennon/McCartney)
Dieses von McCartney komponierte Liebeslied entstand an John Lennons Pool. McCartney versuchte bei dem Text, die Strophen mit den Worten „here“, „there“ und „everywhere“ beginnen zu lassen. Das Intro (“To lead a better life…”) nimmt die harmonischen Wechsel des Lieds vorweg. Das Stück gehört zu McCartneys Lieblingsstücken.[11] Auch Lennon nannte es in seinem Interview mit dem Magazin Playboy einen seiner Favoriten.[12]
6. Yellow Submarine (Lennon/McCartney)
Dieses Lied wurde, wie die meisten seiner Gesangsnummern, speziell für Ringo Starr geschrieben. Es ist ursprünglich eine Lennon-Komposition, die musikalisch von McCartney in ein Kinderlied transformiert wurde. Später wurde um das imaginäre gelbe U-Boot die Geschichte für den Film Yellow Submarine erfunden. Im Refrain singen neben den Beatles viele andere Anwesende im Studio mit, so auch George Martin.
7. She Said She Said (Lennon/McCartney)
In diesem Lied setzt sich Lennon mit einer LSD-Erfahrung auseinander. Angeregt wurde er zum Text des Stücks von einem Gespräch mit Peter Fonda, der – unter dem Einfluss von LSD – sagte, “I know what it’s like to be dead …”, so Lennon in seinem Interview im Musikmagazin Rolling Stone im Jahr 1970. Als letztes Stück für Revolver wurde She Said She Said innerhalb von sechs Stunden am letzten Tag der Sessions aufgenommen.
8. Good Day Sunshine (Lennon/McCartney)
Inspiriert von dem Lied Daydream der Gruppe Lovin’ Spoonful schrieb Paul McCartney dieses unbeschwerte Stück in John Lennons Villa in Kenwood.[13] McCartney spielte Klavier und George Martin das Klaviersolo.
9. And Your Bird Can Sing (Lennon/McCartney)
Auffälligstes Merkmal dieses von Lennon komponierten Stücks sind die zweistimmigen Gitarrenläufe, eingespielt von Harrison und McCartney. John Lennon bezeichnete seine Komposition 1980 im Playboy-Interview als „Abfallprodukt“.[12]
10. For No One (Lennon/McCartney)
Die intensivere Arbeit an ihrer Musik und die Suche nach neuen Arrangements und einsetzbaren Instrumenten führte bei dieser McCartney-Komposition dazu, dass man eigens den Hornisten Alan Civil engagierte, um das kurze Hornsolo einzuspielen. Ansonsten wirkten hier nur zwei der Beatles mit: Paul McCartney mit seinem Gesang, Keyboard und Bass sowie Ringo Starr als Perkussionist.
11. Doctor Robert (Lennon/McCartney)
Diesen Doctor Robert gab es wirklich. Dr. Robert Freymann praktizierte in New York. In dem Lied geht es um einen Arzt, der prominente Personen mit Drogen versorgt, wann immer diese bei ihm danach fragen.
12. I Want to Tell You (Harrison)
George Harrisons drittes Stück auf Revolver. Wie viele von Harrisons Liedern hatte I Want to Tell You lange Zeit keinen Titel und wurde so unter dem Arbeitstitel Laxton’s Superb (eine Apfelsorte) aufgenommen.
13. Got to Get You into My Life (Lennon/McCartney)
Bei diesem Stück hatte McCartney den Sound der Motown-Platten aus den USA im Kopf, daher wurde hier eine Bläsergruppe eingesetzt. Wie bei mehreren anderen Kompositionen McCartneys wurden die Akkorde staccato auf die Beats gespielt. In Barry Miles’ Biografie Paul McCartney: Many Years from Now äußert sich McCartney zum Inhalt des Textes so: „Got to Get You into My Life war ein Song, den ich schrieb, als ich zum erstenmal mit Marihuana Bekanntschaft gemacht hatte. […] er ist nicht über eine Person, er ist wirklich über Gras.“[14]
14. Tomorrow Never Knows (Lennon/McCartney)
Der Titel geht – wie bei A Hard Day’s Night – auf einen Ausspruch Starrs zurück, der John Lennon im Gedächtnis geblieben war. Ursprünglicher Titel dieses Stücks war The Void. Letzteres bezieht sich textlich auf Timothy Leary, der eine Erweiterung des Bewusstseins durch Drogen propagierte. Lennon nahm zu dieser Zeit LSD und war durch Leary beeinflusst. Bemerkenswert ist, dass dieses Lied während der Aufnahmesessions für das Album Revolver als erstes aufgenommen wurde. Mithilfe von Bandschleifen, die zufällig abgemischt wurden, erzielte man die damals revolutionären Toneffekte. Harrison spielte bei dem Stück Sitar und McCartney spielte das Gitarrensolo ein, das rückwärts abgemischt wurde.

## Covergestaltung
Das Design des Covers stammt von Klaus Voormann, einem Freund der Beatles aus ihren Tagen in Hamburg, und ist als Mischung aus Collage und Strichzeichnung gestaltet. Das Rückcoverfoto stammt von Robert Whitaker und zeigt die Beatles im Aufnahmestudio.
Paul McCartney sagte zum Cover: „Klaus war seit Hamburger Zeiten ein guter Freund – er war einer der ‚Exis‘, der Existentialisten, die wir damals kennenlernten. Wir wussten, dass er zeichnete und sich mit Grafikdesign beschäftigte; zugegebenermaßen wussten wir nicht, was er genau machte, aber er war auf dem College gewesen. Wir wussten, er musste gut sein, und so sagten wir, ‚Warum denkst Du dir nicht was für das LP-Cover aus?‘ Er tat es, und wir waren alle sehr angetan davon.“
Ursprünglich sollte das Albumcover von Robert Freeman gestaltet werden. Sein Entwurf zeigte eine Fotomontage der Gesichter der Beatles.

## Titelliste
| Nr. | Lied                       | Autor            | Leadgesang | Länge Stereoversion | Länge Monoversion |
| --- | -------------------------- | ---------------- | ---------- | ------------------- | ----------------- |
| 01  | Taxman                     | Harrison         | Harrison   | 2:39                | 2:42              |
| 02  | Eleanor Rigby              | Lennon/McCartney | McCartney  | 2:07                | 2:09              |
| 03  | I’m Only Sleeping          | Lennon/McCartney | Lennon     | 3:00                | 3:03              |
| 04  | Love You To                | Harrison         | Harrison   | 3:00                | 3:08              |
| 05  | Here, There and Everywhere | Lennon/McCartney | McCartney  | 2:25                | 2:26              |
| 06  | Yellow Submarine           | Lennon/McCartney | Starr      | 2:39                | 2:42              |
| 07  | She Said She Said          | Lennon/McCartney | Lennon     | 2:36                | 2:39              |

| Nr. | Lied                        | Autor            | Leadgesang | Länge Stereoversion | Länge Monoversion |
| --- | --------------------------- | ---------------- | ---------- | ------------------- | ----------------- |
| 08  | Good Day Sunshine           | Lennon/McCartney | McCartney  | 2:09                | 2:12              |
| 09  | And Your Bird Can Sing      | Lennon/McCartney | Lennon     | 2:00                | 2:03              |
| 10  | For No One                  | Lennon/McCartney | McCartney  | 2:00                | 2:02              |
| 11  | Doctor Robert               | Lennon/McCartney | Lennon     | 2:14                | 2:17              |
| 12  | I Want to Tell You          | Harrison         | Harrison   | 2:28                | 2:32              |
| 13  | Got to Get You into My Life | Lennon/McCartney | McCartney  | 2:29                | 2:39              |
| 14  | Tomorrow Never Knows        | Lennon/McCartney | Lennon     | 3:02                | 2:58              |

Die Längen der Lieder basieren jeweils auf den 2009er CD-Versionen.

## Wiederveröffentlichungen
- Am 30. April 1987 erfolgte die Erstveröffentlichung des Albums Revolver als CD in Europa (USA: 21. Juli 1987), ausschließlich in einer Stereoabmischung. Das Mastering wurde neben George Martin vom Toningenieur der Abbey Road Studios Mike Jarrett überwacht. Der CD liegt ein achtseitiges bebildertes Begleitheft bei.
- Am 9. September 2009 erschien das Album remastert in einer Stereoabmischung als CD und als Teil des The Beatles Stereo Box Sets. Die remasterte Monoversion wurde als Teil der Box The Beatles in Mono, ebenfalls seit 9. September 2009, erhältlich. Die Stereoversion der im Jahr 2009 wiederveröffentlichten CD wurde von Guy Massey und Steve Rooke, die Monoversion von Paul Hicks, Sean Magee und Guy Massey remastert. Während die Mono-CD der originalen LP-Version in der Covergestaltung nachempfunden wurde, wurde das aufklappbare CD-Pappcover der Stereoversion von Drew Lorimer neu gestaltet. Weiterhin enthält die Stereo-CD ein 24-seitiges Begleitheft, das neben Fotos von den Beatles Informationen zum Album von Kevin Howlett und Mike Heatley sowie Informationen zu den Aufnahmen von Allan Rouse und Kevin Howlett enthält. Die CD enthält eine Dokumentation im QuickTime-Format, bestehend aus Videoausschnitten sowie modifizierten Bildern zu den Studiosessions, untermalt durch angespielte Musiktitel, Outtakes oder Studiogespräche des Albums.
- Die remasterte Stereo-Vinyl-Langspielplatte wurde im November 2012 mit dem The Beatles Remastered Vinyl Box Set, die remasterte Mono-Vinyl-Langspielplatte im September 2014 mit der Box The Beatles In Mono veröffentlicht.
- Die Erstveröffentlichung im Download-Format erfolgte am 16. November 2010 bei iTunes, ab dem 24. Dezember 2015 war das Album auch bei anderen Anbietern und bei Streaming-Diensten verfügbar.[19][20]

## Jubiläumsausgabe
Am 28. Oktober 2022, wurde das Album Revolver erneut wiederveröffentlicht. Die Veröffentlichung erfolgte im Gegensatz zu den Wiederveröffentlichungen der vier Alben zwischen 2017 und 2021 nicht 50 Jahre nach der Erstveröffentlichung, sondern 56 Jahre nach der Erstveröffentlichung von Revolver.
Giles Martin mischte mit dem Toningenieur Sam Okell das Album neu ab, was technisch erst seit kurzem möglich war. Produzent Giles Martin sagte, dass das Problem beim Versuch, Revolver zu remixen, früher darin bestand, dass sich zum Beispiel auf einer Aufnahmespur Schlagzeug, Bass- und Rhythmusgitarre befinden, und man sie nicht trennen konnte. Aber mit der Audio-Software, die von Peter Jackson für den Dokumentarfilm The Beatles: Get Back entwickelt wurde, war es nun möglich, jedes Instrument von einer Spur zu nehmen und es überall in der Abmischung zu platzieren, wo man es will. Martin sagte dazu:

„Ich weiß, dass die KI außergewöhnlich ist, und es braucht eine riesige Computerleistung, um dies zu tun. Ich weiß, dass Peter Jacksons Audio-Team in Neuseeland eine einzigartige Fähigkeit hat, und sie können mehr damit machen als jeder andere. Stellen Sie sich vor, Sie sprechen in einem überfüllten Raum und ich lege Ihre Stimme in einen Computer und höre dann Ihre Stimme isoliert und sauber. Im Wesentlichen ist es KI.
“

Die Aufnahmen der Sessions wurden ebenfalls von Giles Martin und Sam Okell abgemischt. Es wurden lediglich die Lieder Paperback Writer und Rain für die Deluxe und die Super-Deluxe Version verwendet, die sich nicht auf dem ursprünglichen Album befinden. Das Mastering des Albums erfolgte von Miles Showell. Die Dolby-Atmos-Abmischung des Albums ist nur über Streaming-Anbieter zu hören, eine Blu-ray wurde im Gegensatz zu den vorhergehenden Super Deluxe-Boxen nicht mehr beigelegt. Bei einigen der Lieder des Albums sind durch die neue Abmischung hörbare Unterschiede entstanden. Die Super Deluxe Box enthält kein Outtake oder Demo des Liedes Good Day Sunshine. Für die Lieder Taxman, I’m Only Sleeping und Here, There and Everywhere wurden Musikvideos hergestellt. Der Video I’m Only Sleeping erhielt einen Grammy in der Kategorie Best Music Video während der Grammy Awards 2024.
Das Album wurde in sechs verschiedenen physischen Formaten veröffentlicht:
Super Deluxe Box (5 CDs)
Die fünf CDs sind in einem 100-seitigen Hardcoverbuch (31,5 cm × 31,5 cm) eingelegt, das sich wiederum in einem Pappschuber befindet. Das Buch wurde von Darren Evans gestaltet und enthält Vorworte von Paul McCartney (Foreword) und Giles Martin (Introduction), weiterhin umfangreiche Hintergrundinformationen zum Album, Daten zu den Aufnahmen und zu den einzelnen Liedern, Fotos, die während der Aufnahmesessions entstanden, sowie weitere Informationen und Erläuterungen von Kevin Howlett und Mike Heatley.
CD1: 2022 Mix
1. Taxman (2022 Mix) – 2:38
2. Eleanor Rigby (2022 Mix) – 2:06
3. I’m Only Sleeping (2022 Mix) – 3:00
4. Love You To (2022 Mix) – 3:00
5. Here, There and Everywhere (2022 Mix) – 2:25
6. Yellow Submarine (2022 Mix) – 2:39
7. She Said She Said (2022 Mix) – 2:36
8. Good Day Sunshine (2022 Mix) – 2:09
9. And Your Bird Can Sing (2022 Mix) – 2:01
10. For No One (2022 Mix) – 2:00
11. Doctor Robert (2022 Mix) – 2:14
12. I Want to Tell You (2022 Mix) – 2:38
13. Got to Get You into My Life (2022 Mix) – 2:29
14. Tomorrow Never Knows (2022 Mix) – 2:58

CD2: Sessions
1. Tomorrow Never Knows (Take 1) – 3:33 
Erstveröffentlichung dieser Version auf dem Album Anthology 2
2. Tomorrow Never Knows (Mono Mix RM 11) – 3:06 
Erstveröffentlichung dieser Version auf der Erstauflage des britischen Albums Revolver
3. Got To Get You Into My Life (First Version / Take 5) – 4:10 
Erstveröffentlichung dieser Version auf dem Album Anthology 2
4. Got To Get You Into My Life (Second Version / Unnumbered Mix) – 2:36
5. Got To Get You Into My Life (Second Version / Take 8) – 2:43
6. Love You To (Take 1) – 2:40
7. Love You To (Unnumbered Rehearsal) – 1:35
8. Love You To (Take 7) – 2:55
9. Paperback Writer (Takes 1 & 2 / Backing Track) – 3:38
10. Rain (Take 5 / Actual Speed) – 2:39
11. Rain (Take 5 / Slowed Down For Master Tape) – 3:13
12. Doctor Robert (Take 7) – 3:00
13. And Your Bird Can Sing (First version / Take 2) – 2:15
14. And Your Bird Can Sing (First version / Take 2 / Giggling) – 2:24 
Erstveröffentlichung dieser Version auf dem Album Anthology 2

CD3: Sessions
1. And Your Bird Can Sing (Second Version / Take 5) – 2:20
2. Taxman (Take 11) – 2:38 
Erstveröffentlichung dieser Version auf dem Album Anthology 2
3. I’m Only Sleeping (Rehearsal Fragment) – 0:48 
Erstveröffentlichung dieser Version auf dem Album Anthology 2
4. I’m Only Sleeping (Take 2) – 2:28
5. I’m Only Sleeping (Take 5) – 2:43
6. I’m Only Sleeping (Mono Mix RM1) – 3:07
7. Eleanor Rigby (Speech Before Take 2) – 2:12
8. Eleanor Rigby (Take 2) – 2:20
9. For No One (Take 10 / Backing Track) – 2:24
10. Yellow Submarine (Songwriting Work Tape / Part 1) – 1:05 
Demoaufnahme von John Lennon gesungen
11. Yellow Submarine (Songwriting Work Tape / Part 2) – 4:43 
Probeaufnahme ebenfalls von Lennon gesungen
12. Yellow Submarine (Take 4 Before Sound Effects) – 2:37
13. Yellow Submarine (Highlighted Sound Effects) – 3:04 
Erstveröffentlichung dieser Version auf der EP Real Love
14. I Want To Tell You (Speech & Take 4) – 1:25
15. Here, There And Everywhere (Take 6) – 2:30
16. She Said She Said (John’s Demo) – 1:10
17. She Said She Said (Take 15 / Backing Track Rehearsal) – 3:25

CD4: Mono
1. Taxman (Mono) – 2:41
2. Eleanor Rigby (Mono) – 2:09
3. I’m Only Sleeping (Mono) – 3:02
4. Love You To (Mono) – 3:08
5. Here, There And Everywhere (Mono) – 2:25
6. Yellow Submarine (Mono) – 2:42
7. She Said She Said (Mono) – 2:39
8. Good Day Sunshine (Mono) – 2:12
9. And Your Bird Can Sing (Mono) – 2:03
10. For No One (Mono) – 2:02
11. Doctor Robert (Mono) – 2:16
12. I Want To Tell You (Mono) – 2:31
13. Got To Get You Into My Life (Mono) – 2:39
14. Tomorrow Never Knows (Mono) – 2:57

CD5: Bonus EP
1. Paperback Writer (2022 Stereo Mix) – 2:19
2. Rain (2022 Stereo Mix) – 2:59
3. Paperback Writer (Mono) – 2:26
4. Rain (Mono) – 2:59

Super Deluxe LP-Version (4 LPs/1 EP)
In der Pappbox befindet sich das Album Revolver (2022 Mix) sowie drei weitere Alben (Sessions als aufklappbares Doppelalbum, Revolver Mono Mix) und eine EP. Für das Cover des Albums Sessions wurde das Foto von Robert Freeman verwendet, das ursprünglich für das Album Revolver gedacht war. Die beiden Einzel- und das Doppelalben wurden auf 180-Gramm-Vinyl gepresst. Der Box ist ein 100-seitiges Hardcoverbuch (25 cm × 30 cm) beigelegt (siehe: Super Deluxe Box).
LP 1: 2022 Mix
| Seite 1 1. Taxman (2022 Mix) 2. Eleanor Rigby (2022 Mix) 3. I’m Only Sleeping (2022 Mix) 4. Love You To (2022 Mix) 5. Here, There And Everywhere (2022 Mix) 6. Yellow Submarine (2022 Mix) 7. She Said She Said (2022 Mix) | Seite 2 1. Good Day Sunshine (2022 Mix) 2. And Your Bird Can Sing (2022 Mix) 3. For No One (2022 Mix) 4. Doctor Robert (2022 Mix) 5. I Want To Tell You (2022 Mix) 6. Got To Get You Into My Life (2022 Mix) 7. Tomorrow Never Knows (2022 Mix) |

LP 2: Sessions 
| Seite 1 1. Tomorrow Never Knows (Take 1) 2. Tomorrow Never Knows (Mono Mix RM 11) 3. Got To Get You Into My Life (First Version / Take 5) 4. Got To Get You Into My Life (Second Version / Unnumbered Mix) 5. Got To Get You Into My Life (Second Version / Take 8) 6. Love You To (Take 1) 7. Love You To (Unnumbered Rehearsal) | Seite 2 1. Love You To (Take 7) 2. Paperback Writer (Takes 1 & 2 / Backing Track) 3. Rain (Take 5 / Actual Speed) 4. Rain (Take 5 / Slowed Down For Master Tape) 5. Doctor Robert (Take 7) 6. And Your Bird Can Sing (First version / Take 2) 7. And Your Bird Can Sing (First version / Take 2 / Giggling) |

LP 3: Sessions
| 1. And Your Bird Can Sing (Second Version / Take 5) 2. Taxman (Take 11) 3. I’m Only Sleeping (Rehearsal Fragment) 4. I’m Only Sleeping (Take 2) 5. I’m Only Sleeping (Take 5) 6. I’m Only Sleeping (Mono Mix RM1) 7. Eleanor Rigby (Speech Before Take 2) 8. Eleanor Rigby (Take 2) | Seite 2 1. For No One (Take 10 / Backing Track) 2. Yellow Submarine (Songwriting Work Tape / Part 1) 3. Yellow Submarine (Songwriting Work Tape / Part 2) 4. Yellow Submarine (Take 4 Before Sound Effects) 5. Yellow Submarine (Highlighted Sound Effects) 6. I Want To Tell You (Speech & Take 4) 7. Here, There And Everywhere (Take 6) 8. She Said She Said (John’s Demo) 9. She Said She Said (Take 15 / Backing Track Rehearsal) |

LP 4: Revolver (2022 Mono Transfer of original master tape) 
| Seite 1 1. Taxman (Mono) 2. Eleanor Rigby (Mono) 3. I’m Only Sleeping (Mono) 4. Love You To (Mono) 5. Here, There And Everywhere (Mono) 6. Yellow Submarine (Mono) 7. She Said She Said (Mono) | Seite 2 1. Good Day Sunshine (Mono) 2. And Your Bird Can Sing (Mono) 3. For No One (Mono) 4. Doctor Robert (Mono) 5. I Want To Tell You (Mono) 6. Got To Get You Into My Life (Mono) 7. Tomorrow Never Knows (Mono) |

7″-Single: Bonus EP
| Seite 1 1. Paperback Writer (2022 Stereo Mix) 2. Rain (2022 Stereo Mix) | Seite 2 1. Paperback Writer (Mono) 2. Rain (Mono) |

Deluxe CD-Version (2 CDs)
Die Deluxe Edition wird von einer Pappbox umfasst, diese beinhaltet ein 40-seitiges Begleitheft mit einem Vorwort von Paul McCartney und einem Vorwort von Giles Martin, Hintergrundinformationen zum Album, Daten zu den Aufnahmen und zu den einzelnen Liedern sowie diversen Fotos. Die beiden CDs sind einem Aufklappcover eingelegt.
CD 1:
- Revolver (2022 Mix)

CD2: Sessions Highlights
1. Paperback Writer (2022 Stereo Mix)
2. Rain (2022 Stereo Mix)
3. Tomorrow Never Knows (Take 1)
4. Got To Get You Into My Life (Second Version / Unnumbered Mix)
5. Love You To (Take 7)
6. Doctor Robert (Take 7)
7. And Your Bird Can Sing (First Version / Take 2)
8. Taxman (Take 11)
9. I’m Only Sleeping (Take 2)
10. Eleanor Rigby (Take 2)
11. For No One (Take 10 / Backing Track)
12. Yellow Submarine (Take 4 Before Sound Effects)
13. I Want To Tell You (Speech & Take 4)
14. Here, There And Everywhere (Take 6)
15. She SaId She Said (Take 15 / Backing Track Rehearsal)

CD-Version
Die CD Revolver (2022 Mix) befindet sich in einem aufklappbaren Pappcover mit einem 20-seitigen Begleitheft.
LP-Version
Das Album in der 2022er Abmischung wurde auf 180-Gramm-Vinyl gepresst.
LP – Picture Disc
Das Album (2022 Mix) erschien als Picture Disc.

## Aufnahmedaten
Die Aufnahmen für das Album fanden zwischen dem 6. April und 21. Juni 1966 ausschließlich in den Abbey Road Studios (Studio 2 und 3) unter der Produktionsleitung von George Martin statt. Toningenieur der Aufnahmen war Geoff Emerick, seine Assistenten waren Phil McDonald, Richard Lush und Jerry Boys. Neben George Martin wirkten bei fünf Liedern Gastmusiker mit. Das Lied She Said She Said wurde ohne Paul McCartney, Eleanor Rigby ohne Ringo Starr und Love You To ohne John Lennon eingespielt. Bei dem Lied For No One wirkten musikalisch lediglich Paul McCartney, Ringo Starr und der Gastmusiker Alan Civil mit.
| Nr. | Lied                        | Aufnahmedaten                                        | Studio                    | Besetzung / Gastmusiker | Tonträger (europäische Erstveröffentlichung) |
| --- | --------------------------- | ---------------------------------------------------- | ------------------------- | --- | -------------------------------------------- |
| 01  | Tomorrow Never Knows        | 06. + 7. Apr. 1966                                   | Abbey Road Studio 3       | - John Lennon: Orgel, Tape-Loops, Gesang - Paul McCartney: Bass, Klavier, Tape-Loops - George Harrison: Leadgitarre, Tambura, Tape-Loops - Ringo Starr: Schlagzeug, Tamburin, Tape-Loops | Revolver                                     |
| 02  | Got to Get You into My Life | 07.,08. + 11. Apr. 1966, 18. Mai 1966, 17. Juni 1966 | Abbey Road Studio 3 und 2 | - John Lennon: Rhythmusgitarre, Orgel - Paul McCartney: Bass, Leadgitarre, Gesang - George Harrison: Leadgitarre, Tamburin - Ringo Starr: Schlagzeug - Eddie Thornton, Ian Hamer, Les Condon: Trompete - Alan Branscombe, Peter Coe: Saxofon | Revolver                                     |
| 03  | Love You To                 | 11. + 13. Apr. 1966                                  | Abbey Road Studio 2 und 3 | - Paul McCartney: Hintergrundgesang, Tambura - George Harrison: Leadgitarre, Akustikgitarre, Sitar, Gesang - Ringo Starr: Tamburin - Anil Bhagwat: Tabla - nicht erwähnte indische Musiker: Sitar | Revolver                                     |
| 04  | Paperback Writer            | 13. + 14. Apr. 1966                                  | Abbey Road Studio 3       | - John Lennon: Rhythmusgitarre, Hintergrundgesang - Paul McCartney: Bass, Gesang - George Harrison: Leadgitarre, Hintergrundgesang - Ringo Starr: Schlagzeug, Tamburin | Single-A-Seite                               |
| 05  | Rain                        | 14. + 16. Apr. 1966                                  | Abbey Road Studio 3 und 2 | - John Lennon: Rhythmusgitarre, Gesang - Paul McCartney: Bass, Hintergrundgesang - George Harrison: Leadgitarre, Hintergrundgesang - Ringo Starr: Schlagzeug, Tamburin | Single-B-Seite von Paperback Writer          |
| 06  | Doctor Robert               | 17. + 19. Apr. 1966                                  | Abbey Road Studio 2       | - John Lennon: Rhythmusgitarre, Harmonium, Gesang - Paul McCartney: Bass, Hintergrundgesang - George Harrison: Leadgitarre, Maracas, Hintergrundgesang - Ringo Starr: Schlagzeug | Revolver                                     |
| 07  | And Your Bird Can Sing      | 20. + 26. Apr. 1966                                  | Abbey Road Studio 2       | - John Lennon: Rhythmusgitarre, Händeklatschen, Gesang - Paul McCartney: Bass, Leadgitarre, Hintergrundgesang, Händeklatschen - George Harrison: Leadgitarre, Hintergrundgesang, Händeklatschen - Ringo Starr: Schlagzeug, Tamburin, Händeklatschen | Revolver                                     |
| 08  | Taxman                      | 20.–22. Apr. 1966, 16. Mai 1966, 21. Juni 1966       | Abbey Road Studio 2 und 3 | - John Lennon: Hintergrundgesang - Paul McCartney: Bass, Leadgitarre, Hintergrundgesang - George Harrison: Leadgitarre, Rhythmusgitarre, Gesang, Hintergrundgesang - Ringo Starr: Schlagzeug, Tamburin, Kuhglocke | Revolver                                     |
| 09  | I’m Only Sleeping           | 27. + 29. Apr. 1966, 05. + 6. Mai 1966               | Abbey Road Studio 2       | - John Lennon: Akustik Rhythmusgitarre, Gesang - Paul McCartney: Bass, Hintergrundgesang - George Harrison: Leadgitarre, Hintergrundgesang - Ringo Starr: Schlagzeug | Revolver                                     |
| 10  | Eleanor Rigby               | 28. + 29. Apr. 1966, 06. Juni 1966                   | Abbey Road Studio 2 und 3 | - John Lennon: Hintergrundgesang - Paul McCartney: Gesang und Hintergrundgesang - George Harrison: Hintergrundgesang - Toni Gilbert, Sidney Sax, John Sharpe, Jürgen Hess: Bratsche - Derek Simpson, Norman Jones: Cello | Revolver                                     |
| 11  | For No One                  | 09., 16., 19. Mai 1966                               | Abbey Road Studio 2 und 3 | - Paul McCartney: Bass, Clavichord, Klavier, Gesang - Ringo Starr: Schlagzeug, Tamburin, Maracas - Alan Civil: Waldhorn | Revolver                                     |
| 12  | Yellow Submarine            | 26. Mai 1966, 01. Juni 1966                          | Abbey Road Studio 3 und 2 | - John Lennon: Akustikgitarre, Hintergrundgesang und Hintergrundrufe - Paul McCartney: Bass, Hintergrundgesang und Hintergrundrufe - George Harrison: Tamburin, Hintergrundgesang - Ringo Starr: Schlagzeug, Gesang - Mal Evans (auch Basstrommel), Neil Aspinall, George Martin, Geoff Emerick, Pattie Harrison, Brian Jones, Marianne Faithfull, Terry Condon, John Skinner und Alf Bicknell (Chauffeur der Beatles): Hintergrundchor | Revolver                                     |
| 13  | I Want to Tell You          | 02. + 3. Juni 1966                                   | Abbey Road Studio 2       | - John Lennon: Tamburin, Hintergrundgesang, Händeklatschen - Paul McCartney: Bass, Klavier, Hintergrundgesang, Händeklatschen - George Harrison: Leadgitarre, Gesang, Händeklatschen - Ringo Starr: Schlagzeug, Maracas, Händeklatschen | Revolver                                     |
| 14  | Good Day Sunshine           | 08. + 9. Juni 1966                                   | Abbey Road Studio 2       | - John Lennon: Tamburin, Hintergrundgesang, Händeklatschen - Paul McCartney: Bass, Klavier, Gesang, Hintergrundgesang, Händeklatschen - George Harrison: Hintergrundgesang, Händeklatschen - Ringo Starr: Schlagzeug, Tamburin, Händeklatschen - George Martin: Klavier | Revolver                                     |
| 15  | Here, There and Everywhere  | 14., 16., 17. Juni 1966                              | Abbey Road Studio 2       | - John Lennon: Hintergrundgesang, Fingerschnippen - Paul McCartney: Bass, Rhythmusgitarre, Gesang, Hintergrundgesang, Fingerschnippen - George Harrison: Leadgitarre, Hintergrundgesang, Fingerschnippen - Ringo Starr: Schlagzeug | Revolver                                     |
| 16  | She Said She Said           | 21. Juni 1966                                        | Abbey Road Studio 2       | - John Lennon: Rhythmusgitarre, Hammondorgel, Gesang, Hintergrundgesang - Paul McCartney: Bass - George Harrison: Leadgitarre, Hintergrundgesang - Ringo Starr: Schlagzeug | Revolver                                     |

## US-amerikanische Veröffentlichung

### Entstehung

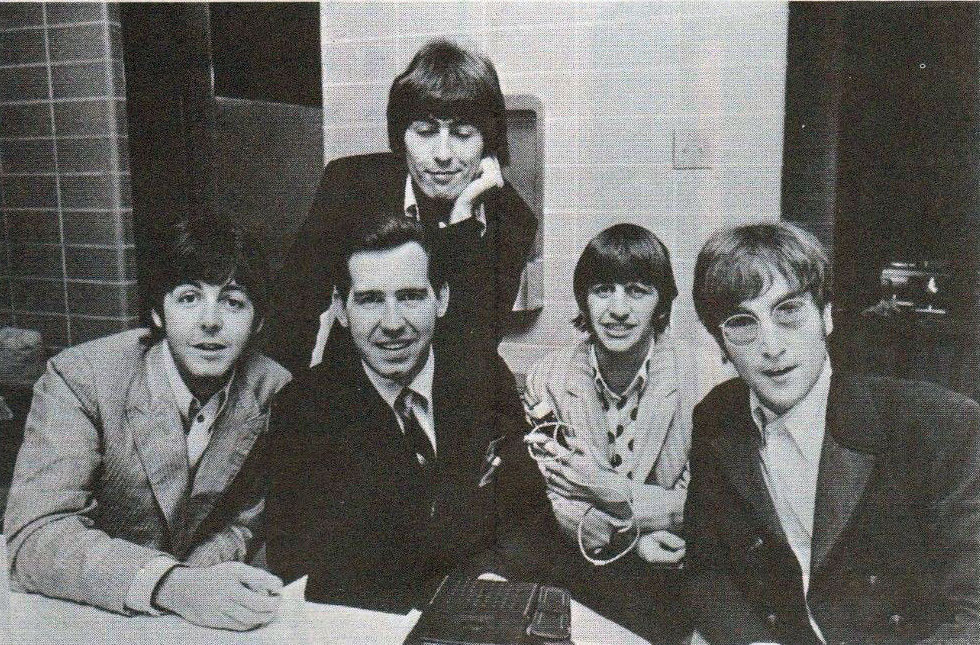
Beatles mit dem Discjockey Jim Stagg, August 1966

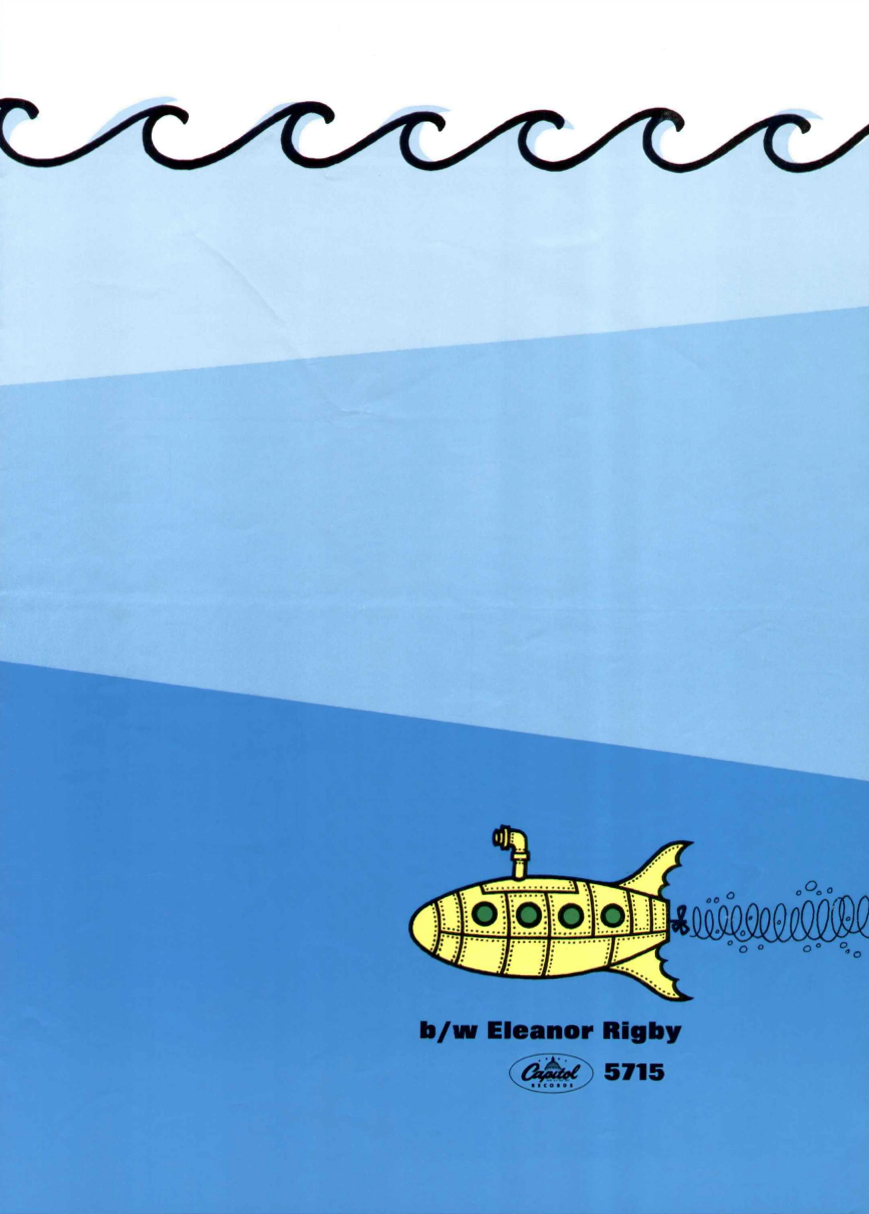
US-amerikanisches Werbebild für die Single Yellow Submarine

Das Album Revolver war das dreizehnte Album der Beatles in den USA und ihr zehntes von Capitol Records veröffentlichte Studioalbum (Introducing… The Beatles wurde von Vee-Jay Records und A Hard Day’s Night wurde von United Artists veröffentlicht, The Beatles’ Story ist ein Dokumentationsalbum) und erreichte den ersten Platz der US-amerikanischen Billboard 200, wo es sechs Wochen verblieb, und war somit dort das neunte Nummer-1-Album. Im Juli 2000 wurde das Album in den USA mit Multi-Platin für fünf Millionen verkaufte Exemplare ausgezeichnet.
Wie bei den US-amerikanischen Alben A Hard Day’s Night, Help! und Rubber Soul trug auch Revolver den gleichen Namen wie das britische Originalalbum, war aber von Titelliste und Inhalt nicht identisch.
So enthält die US-amerikanische Version von Revolver nur elf statt 14 Lieder, da drei Titel, auf Wunsch von Capitol Records, von dem britischen Original I’m Only Sleeping, And Your Bird Can Sing und Doctor Robert bereits auf dem US-amerikanischen Album Yesterday and Today veröffentlicht worden waren. Da die drei Titel von John Lennon gesungen werden, enthält die US-amerikanische Version von Revolver lediglich noch zwei Lieder von Lennon, drei von George Harrison, eins von Ringo Starr und fünf von Paul McCartney gesungen, sodass das amerikanische Publikum eine musikalische Dominanz von Paul McCartney wahrnahm.
Am 12. August 1966 starteten die Beatles in Chicago ihre vierte US-Tournee. Die Vermarktung von Revolver in den USA wurde durch die Veröffentlichung einer Bemerkung John Lennons aus einem früheren Interview, wonach die Beatles „schon jetzt populärer als Jesus“ wären, überschattet. Nach nervenaufreibenden Pressekonferenzen, öffentlichen Plattenverbrennungen und Demonstrationen des Ku-Klux-Klans entschloss sich die Gruppe, nicht mehr auf Tournee zu gehen und ihre Arbeit ausschließlich ins Studio zu verlegen. Die Tournee endete am 29. August 1966 mit einem Konzert vor 25.000 Zuhörenden im Candlestick Park von San Francisco.
John Lennon sagte dazu: „Wir hatten für alle Zeiten genug von den Auftritten. Ich kann mir keinen Grund vorstellen, der uns zu einer weiteren Tour veranlassen könnte. Wir sind ehrlich erschöpft. Es gibt uns nichts mehr – es ist den Fans gegenüber wirklich nicht fair, das wissen wir, aber wir müssen an uns selber denken.“
Das Album wurde in einer Mono- und in einer Stereoversion veröffentlicht. Es wurden die britischen Mono- und Stereoversionen für das Album übernommen.
Die US-amerikanische Version des Albums wurde am 8. August 1966 auch in Kanada in Mono und Stereo und im Herbst 1966 in Mexiko veröffentlicht.

### Titelliste
Seite 1
| Nummer | Lied                       | Autor            | Leadgesang | Länge |
| ------ | -------------------------- | ---------------- | ---------- | ----- |
| 01     | Taxman                     | Harrison         | Harrison   | 2:39  |
| 02     | Eleanor Rigby              | Lennon/McCartney | McCartney  | 2:06  |
| 03     | Love You To                | Harrison         | Harrison   | 3:00  |
| 04     | Here, There and Everywhere | Lennon/McCartney | McCartney  | 2:25  |
| 05     | Yellow Submarine           | Lennon/McCartney | Starr      | 2:41  |
| 06     | She Said She Said          | Lennon/McCartney | Lennon     | 2:37  |

| Nummer | Lied                        | Autor            | Leadgesang | Länge |
| ------ | --------------------------- | ---------------- | ---------- | ----- |
| 07     | Good Day Sunshine           | Lennon/McCartney | McCartney  | 2:08  |
| 08     | For No One                  | Lennon/McCartney | McCartney  | 2:00  |
| 09     | I Want to Tell You          | Harrison         | Harrison   | 2:28  |
| 10     | Got to Get You into My Life | Lennon/McCartney | McCartney  | 2:29  |
| 11     | Tomorrow Never Knows        | Lennon/McCartney | Lennon     | 2:57  |

### Wiederveröffentlichung
Im Januar 2014 wurde die US-amerikanische Version von Revolver als Teil der CD-Box The U.S. Albums veröffentlicht, es erschien auch separat und enthält die Mono- und die Stereoversion des Albums. Für die Alben der The U.S. Albums Box wurden im Wesentlichen die im September 2009 veröffentlichten remasterten britischen Mono- und Stereobänder verwendet. Das Album ist seit dem 17. Januar 2014 als Download bei iTunes erhältlich.

## Chartplatzierungen des Albums

### Wochencharts
| Album                                            | Album                 | Datum der Veröffentlichung | Datum der Veröffentlichung | Datum der Veröffentlichung | Beste Charts-Platzierung | Beste Charts-Platzierung | Beste Charts-Platzierung | Label Katalognr.                                                                              | Label Katalognr.                                                                              | Label Katalognr.                                                                              |
| Typ                                              | Titel                 | GB                         | US                         | DE                         | GB                       | US                       | DE                       | GB                                                                                            | US                                                                                            | DE                                                                                            |
| ------------------------------------------------ | --------------------- | -------------------------- | -------------------------- | -------------------------- | ------------------------ | ------------------------ | ------------------------ | --------------------------------------------------------------------------------------------- | --------------------------------------------------------------------------------------------- | --------------------------------------------------------------------------------------------- |
| Studioalbum                                      | Revolver              | 5. Aug. 1966               | 8. Aug. 1966               | 28. Juli 1966              | 1                        | 1                        | 1                        | Parlophone PMC 7009 (Mono) PCS 7009 (Stereo)                                                  | Capitol T 2576 (Mono) ST 2576 (Stereo)                                                        | HÖR ZU Elektrola SHZE 186 (Stereo)                                                            |
| Studioalbum CD-Erstveröffentlichung              | Revolver              | 30. Apr. 1987              | 21. Juli 1987              | Apr. 1987                  | 55                       | –                        | –                        | Parlophone CDP 7 46441 2                                                                      | Capitol CDP 7 46441 2                                                                         | EMI CDP 7 46441 2                                                                             |
| Studioalbum Remasterte CD-Wiederveröffentlichung | Revolver              | 9. Sep. 2009               | 9. Sep. 2009               | 9. Sep. 2009               | 9                        | 10                       | 59                       | Apple/EMI 3824172                                                                             | Apple/Capitol 3824172                                                                         | Apple/EMI 3824172                                                                             |
| Studioalbum                                      | Revolver (2022 Remix) | 28. Okt. 2022              | 28. Okt. 2022              | 28. Okt. 2022              | 2                        | 4                        | 1                        | Apple/Universal CD: 602445599684 2er CD: 60244538277 CD-Box: 60244559941 LP-Box: 602445599523 | Apple/Universal CD: 602445599684 2er CD: 60244538277 CD-Box: 60244559941 LP-Box: 602445599523 | Apple/Universal CD: 602445599684 2er CD: 60244538277 CD-Box: 60244559941 LP-Box: 602445599523 |

### Jahrescharts
| ChartsJahrescharts (2022) | Platzierung |
| ------------------------- | ----------- |
| Deutschland (GfK)         | 72          |
| Schweiz (IFPI)            | 79          |

## Single-Auskopplungen
| Single                                       | Datum der Veröffentlichung | Datum der Veröffentlichung | Datum der Veröffentlichung | Beste Charts-Platzierung | Beste Charts-Platzierung | Beste Charts-Platzierung | Label Katalognr. | Label Katalognr. | Label Katalognr.   |
| A-Seite / B-Seite                            | GB                         | US                         | DE                         | GB                       | US                       | DE                       | GB               | US               | DE                 |
| -------------------------------------------- | -------------------------- | -------------------------- | -------------------------- | ------------------------ | ------------------------ | ------------------------ | ---------------- | ---------------- | ------------------ |
| Yellow Submarine / Eleanor Rigby             | 5. Aug. 1966               | 8. Aug. 1966               | 5. Aug. 1966               | 01                       | 02 / 11                  | 01                       | Parlophone R5493 | Capitol 5715     | Odeon O 23 280     |
| Got to Get You into My Life / Helter Skelter | –                          | 31. Mai 1976               | Juni 1976                  | n.v.                     | 07 / –                   | –                        | –                | Capitol 4274     | Odeon 1C 006-06167 |

## Verkaufszahlen und Auszeichnungen
| Land/Region                  | Auszeichnungen für Musikverkäufe (Land/Region, Auszeichnung, Verkäufe) | Verkäufe  |
| ---------------------------- | ---------------------------------------------------------------------- | --------- |
| Australien (ARIA)            | Platin                                                                 | 70.000    |
| Brasilien (PMB)              | Gold                                                                   | 100.000   |
| Italien (FIMI)               | Gold                                                                   | 25.000    |
| Kanada (MC)                  | 2× Platin                                                              | 200.000   |
| Neuseeland (RMNZ)            | Platin                                                                 | 15.000    |
| Vereinigte Staaten (RIAA)    | 5× Platin                                                              | 5.000.000 |
| Vereinigtes Königreich (BPI) | 2× Platin                                                              | 600.000   |
| Insgesamt                    | 2× Gold · 11× Platin ·                                                 | 6.010.000 |